# Anaklaza
Anaklaza, (stgr. ἀνάκλασις) – zjawisko występujące w poezji greckiej i rzymskiej, dotyczące metrów jońskich, takich jak tetrametr joński brachykatalektyczny. Zachodzi w jonikach zarówno a maiore, jak i a minore. Polega na przestawieniu elementów stopy; jest ono stosowane dla urozmaicenia rytmu metrów jońskich, które inaczej byłyby dość monotonne.

## Joniki a maiore
Anaklaza w joniku a maiore polega na zamianie miejscami dwóch środkowych elementów stopy; w wyniku tego jonik uzyskuje postać podobną do dwóch trochejów:
 (jonik a maiore)
 (dwa trocheje, tj. monometr trocheiczny)

## Jonikia minore
Anaklaza w joniku a minore polega na wymianie elementów między sąsiednimi jonikami. Oznacza to, że ostatni element stopy nieparzystej ulega zamianie miejscami z pierwszym elementem następującej stopy parzystej:
|                | 1. stopa                                                                | 2. stopa                                                                     |
| -------------- | ----------------------------------------------------------------------- | ---------------------------------------------------------------------------- |
| przed anaklazą | krótka sylaba · krótka sylaba · akcentowana sylaba · akcentowana sylaba | krótka sylaba · krótka sylaba · akcentowana sylaba · akcentowana sylaba      |
| po anaklazie   | krótka sylaba · krótka sylaba · akcentowana sylaba · krótka sylaba      | akcentowana sylaba · krótka sylaba · akcentowana sylaba · akcentowana sylaba |

W wersyfikacji polskiej za sprawą anaklazy metrum czysto jambiczne (sSsSsSsS) przechodzi w chorijambiczne (SssSsSsS).

## Przykłady zastosowania
"Anaklasis" (1959) - awangardowe orkiestrowe dzieło Krzysztofa Pendereckiego dla orkiestr smyczkowych i perkusyjnych.